# Eduard Schleich (1812–1874)
Idősebb Eduard Schleich (Haarbach, 1812. október 14. – München, 1874. január 8.) német festő. Fia, Eduard Schleich (1853–1893) szintén festő volt.

## Élete és munkássága
Egy udvari tanácsos házasságon kívül született fia volt. 1823-ban érkezett Münchenbe, ahol a művészeti akadémiára szeretett volna járni, de elutasították, mert tehetségtelennek tartották. Ezután önállóan kezdett tájképeket festeni, példaképei Christian Etzdorf, Christian Morgenstern és Carl Rottmann voltak.
Később a holland mesterek után gyakoroltak döntő hatást festői stílusának alakulására. A táj hangulatának költői visszaadására törekedett. Első képein bajor hegyvidéki motívumok foglalkoztatták. Később sokat utazott, tágította látókörét. Németországon kívül Franciaországban, Olaszországban és Hollandiában járt.
Tájképein egyre inkább a fény és árnyék, a színek és a légköri jelenségek kerültek a középpontba, a tárgyak szinte csak az előbbiek hatásainak a hordozói lettek. Gyorsan dolgozott, gyakran egyetlen nap alatt befejezett egy képet. 
1851-ben Carl Eberttel, Dietrich Langkóval és Carl Spitzweggel tanulmányúton járt Párizsban.
Schleich igen sikeres festő lett, a Müncheni Képzőművészeti Akadémia professzora, a Stockholmi Művészeti Akadémia és a Bécsi Képzőművészeti Akadémia tagja volt. Többek között olyan festőket képezett, mint Julius Mařák. A müncheni Neue Pinakothekben számos tájképe megtekinthető, ezek többsége elégikus vagy melankolikus jellegű. Nagy hatással volt az őt követő müncheni tájfestő-generációk munkásságára. A dachaui művésztelep egyik úttörője volt.
Az akkor Münchenben tomboló kolerajárványban hunyt el.
Fia, ifjabb Schleich Eduard szintén tájfestő lett.

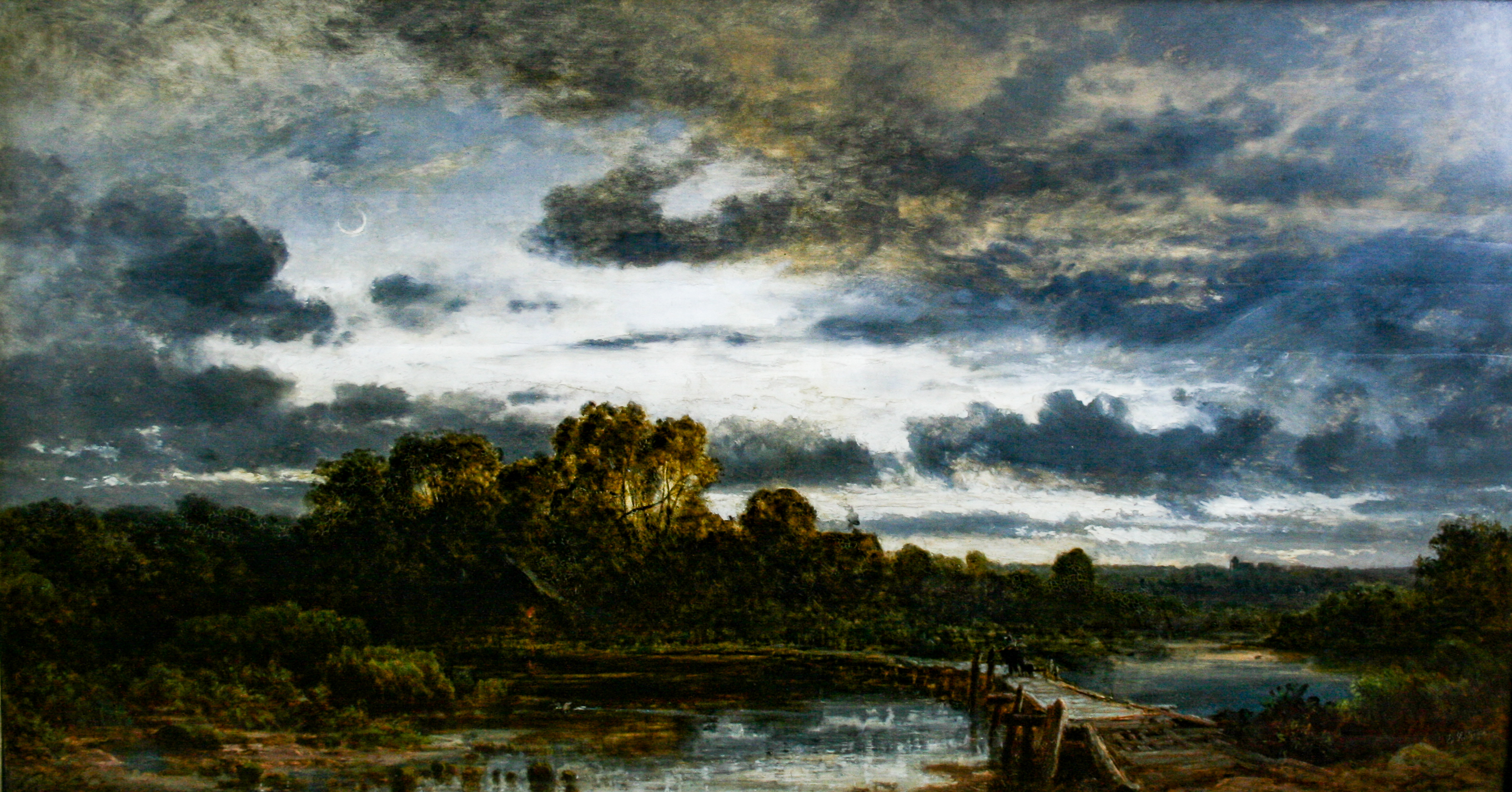
Esti tájkép

## Fordítás
- Ez a szócikk részben vagy egészben  az   Eduard Schleich der Ältere című német Wikipédia-szócikk ezen változatának fordításán alapul.  Az eredeti cikk szerkesztőit annak laptörténete sorolja fel. Ez a jelzés csupán a megfogalmazás eredetét és a szerzői jogokat jelzi, nem szolgál a cikkben szereplő információk forrásmegjelöléseként.